# Matti Hautamäki
Matti Antero Hautamäki (Oulu, 14 de julio de 1981) es un deportista finlandés que compitió en salto en esquí. 
Participó en tres Juegos Olímpicos de Invierno, entre los años 2002 y 2010, obteniendo en total cuatro medallas: dos en Salt Lake City 2002, plata en el trampolín grande por equipos (junto con Veli-Matti Lindström, Risto Jussilainen y Janne Ahonen) y bronce en el trampolín grande individual, y dos de plata en Turín 2006, en el trampolín normal individual y el trampolín grande por equipos (con Tami Kiuru, Janne Happonen y Janne Ahonen).
Ganó cuatro medallas en el Campeonato Mundial de Esquí Nórdico entre los años 2001 y 2005.

## Palmarés internacional
| Juegos Olímpicos   | Juegos Olímpicos                | Juegos Olímpicos  | Juegos Olímpicos |
| Año                | Lugar                           | Medalla           | Prueba           |
| ------------------ | ------------------------------- | ----------------- | ---------------- |
| 2002               | Salt Lake City (Estados Unidos) | Medalla de plata  | TG por equipos   |
| 2002               | Salt Lake City (Estados Unidos) | Medalla de bronce | TG individual    |
| 2006               | Turín (Italia)                  | Medalla de plata  | TN individual    |
| 2006               | Turín (Italia)                  | Medalla de plata  | TG por equipos   |
| Campeonato Mundial |                                 |                   |                  |
| Año                | Lugar                           | Medalla           | Prueba           |
| 2001               | Lahti (Finlandia)               | Medalla de plata  | TN por equipos   |
| 2003               | Val di Fiemme (Italia)          | Medalla de oro    | TG por equipos   |
| 2003               | Val di Fiemme (Italia)          | Medalla de plata  | TG individual    |
| 2005               | Oberstdorf (Alemania)           | Medalla de plata  | TG por equipos   |